# Frank L. Shaw

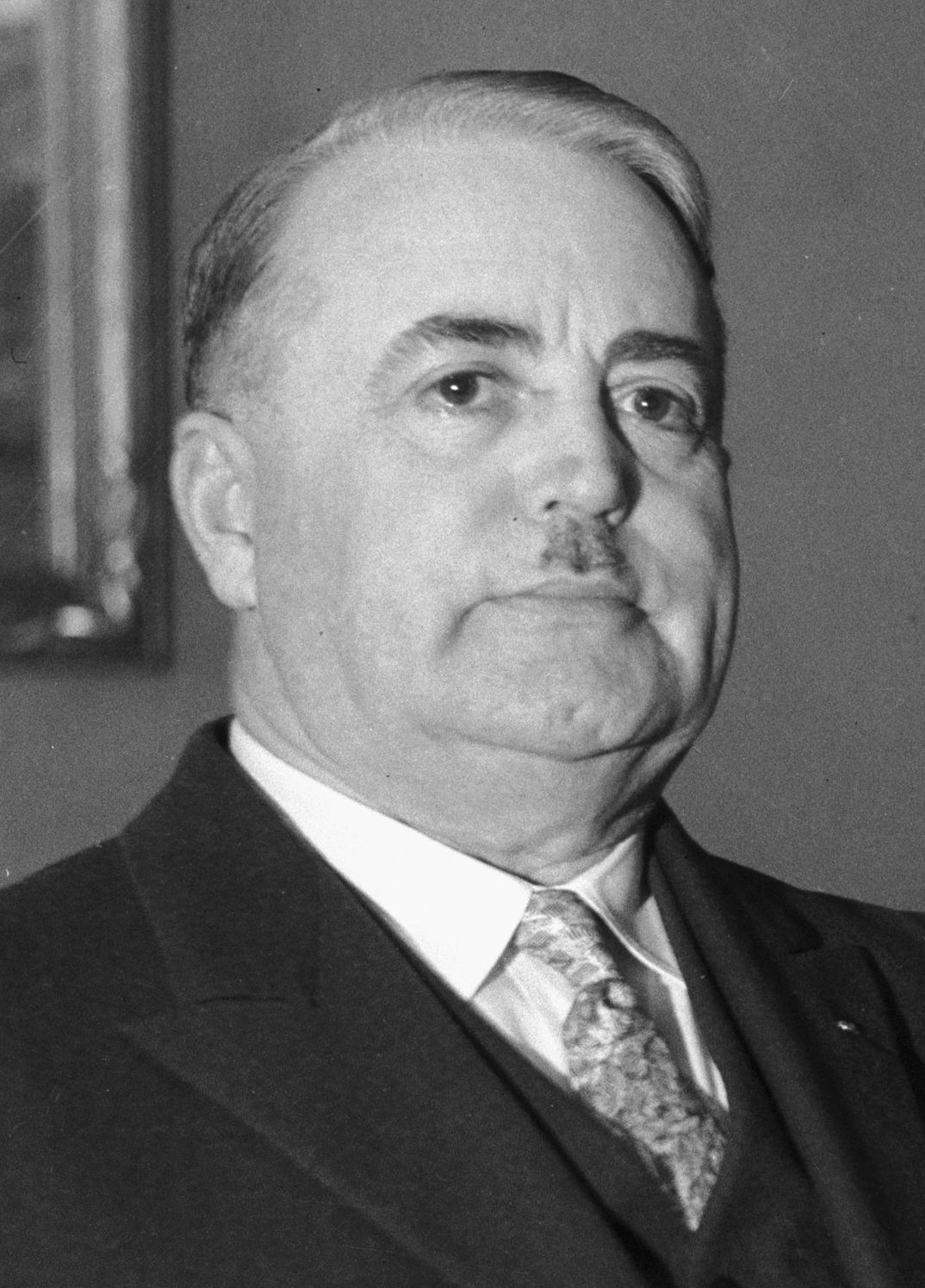
Frank L. Shaw (1935)

Frank L. Shaw (* 1. Februar 1877 in Warwick, Ontario, Kanada; † 24. Januar 1958 in Los Angeles, Kalifornien) war ein US-amerikanischer Politiker. Zwischen 1933 und 1938 war er Bürgermeister der Stadt Los Angeles.

## Werdegang
Frank Shaw kam schon früh mit seinen Eltern in die Vereinigten Staaten. Sie waren zunächst in Detroit (Michigan), dann in Colorado und Kansas und kamen schließlich nach Joplin in Missouri. Er besuchte die öffentlichen Schulen seiner jeweiligen Heimat. Später arbeitete er im Einzelhandel. Seit 1909 lebte er in Los Angeles, wo er ab 1919 für die Haas-Baruch Company tätig war. Dort wurde er auch ein großer Landbesitzer. Er war auch Mitglied der dortigen Handelskammer und der Freimaurer.
Politisch gehörte er der kurzlebigen Reform Party an. Er wurde Mitglied im  Stadtrat von Los Angeles und im Bezirksrat des Los Angeles County. 1933 wurde Shaw gegen Amtsinhaber John Clinton Porter zum Bürgermeister von Los Angeles gewählt. Dieses Amt bekleidete er zwischen dem 1. Juli 1933 und dem 26. September 1938. Während dieser Zeit wurde der internationale Flughafen der Stadt gegründet und die United States Navy machte Los Angeles vorübergehend zu einem der Heimathäfen der Pazifikflotte. Für die städtischen Bediensteten wurde ein Rentensystem eingeführt. In Hollywood florierte die Filmindustrie, während der Rest des Landes noch unter den Folgen der Weltwirtschaftskrise litt.
Frank Shaw war als Bürgermeister sehr umstritten. Damals blühte in der Verwaltung der Stadt die Korruption wie nie zuvor. Man warf auch ihm selbst Korruption und Nähe zu Unterweltgrößen vor. Hinzu kamen Vorwürfe über Geldveruntreuungen. Das alles führte schließlich zu einem erfolgreichen Antrag zu seiner Abwahl, die am 26. September 1938 erfolgte. Nach seiner Zeit als Bürgermeister musste sich Frank Shaw noch verschiedenen Gerichtsverfahren stellen. Wegen der ihm vorgeworfenen Vergehen wurde er aber nie verurteilt. Er starb am 24. Januar 1958 in Los Angeles.